# Madonna col Bambino e san Giovannino (Botticelli Cleveland)
La Madonna col Bambino e san Giovannino è un  dipinto tondo di Sandro Botticelli e della sua bottega realizzato circa nel 1490 e conservato nel Cleveland Museum of Art di Cleveland negli Stati Uniti d'America.
Il servizio postale degli Stati Uniti d'America fece un francobollo natalizio nel 2008.

## Storia

### Attribuzione
Ci sono state alcune controversie sul fatto che Botticelli o il suo allievo, Filippino Lippi, abbiano prodotto questo lavoro. Il dipinto è generalmente attribuito a Botticelli, in quanto simile ad altre sue opere dell'epoca. Il Cleveland Museum of Art attribuisce il dipinto a Botticelli e alla sua bottega.